# Єврейка торгує фруктами
«Єврейка торгує фруктами» (пол. Żydówka sprzedająca owoce) — незакінчена картина польського художника Александра Ґеримського.

## Історія
Твір було створено в 1880 році, під час перебування художником у Варшаві. Александр Ґеримський тоді публікувався на сторінках позитивістського журналу «Мандрівник». Він створив серію робіт, що зображують життя єврейських жителів Повісле та інших бідних районів Варшави у співпраці зі Станіславом Віткевичем та Антоні Сигетинським. Серія також включає такі роботи як «Єврейка з помаранчами», «Єврейка з лимонами», «Ворота до Старого міста у Варшаві» (пол. Brama na Starym Mieście w Warszawie), декілька версій «Рош Гашана» (пол. Święta trąbek).
Картина пропала під час Другої світової війни, під час окупації Польщі.

## Опис
На полотні зображено жінку, яка торгує фруктами. Кошики стоять на землі. Схоже, що жінка плете щось. На задньому плані видніються якісь двері до сараю чи складу. У верхньому правому кутку є підпис художника та рік створення («A. GIERYMSKI./80»).